# Paul Claudel
Louis Charles Paul Claudel, född 6 augusti 1868 i Villeneuve-sur-Fère i Aisne, död 23 februari 1955 i Paris, var en fransk författare och diplomat. Han var bror till skulptören Camille Claudel.
Han debuterade 1882 med L'endormie ("Den sovande"). Under en vesper i Notre-Dame i Paris den 25 december 1886 genomgick han en religiös omvändelse och blev en hängiven katolik. Som diplomat var han först som konsul förlagd till New York 1895, därefter till Shanghai, Peking, Tientsin, Frankfurt am Main från 1911 samt Hamburg. Därefter var han från 1916 minister i Rio de Janeiro, i Köpenhamn från 1919, i Tokyo från 1921 och i Washington, D.C. från 1926.
Han skrev dramer och lyrik, som präglades av religiös mystik, och han var influerad av symbolismen. Han tog även tydliga intryck av Aischylos, vars verk Orestien han översatte till franska. Bland hans verk märks prosaverket Connaissance de l'est (1900), dramerna Tête d'or (1890), L'annonce faite à Marie (1912; Bebådelse), trilogin L'otage, Le pain dur och Le père humilié (1911-19), samt Le soulier de satin (1929, Sidenskon), som utspelar sig i 1500-talets Spanien. Dessutom de lyriska verken Cinq Grandes Odes (1910; Anden och vattnet), Vers d'exil (1911-1912), Trois poèmes de guerre (1915) samt Corona benignitatis anni Dei (1915).

## Svenska översättningar
- Bebådelse: mysterium i fyra akter och en prolog (L'annonce faite à Marie) (översättning Louise Åkerman, Svenska andelsförlaget, 1916)
- När dagen vänder: skådespel i tre akter (Partage de midi) (översättning Erik Lindegren, Bonnier, 1955)
- Budskapet till Maria (otryckt översättning och bearbetning av Alf Sjöberg för Dramaten 1974)
- Sidenskon: spanskt skådespel i 3 akter (Le soulier de satin) (översättning Karin och Sven Stolpe, Katolska bokförlaget, 1982)
- Anden och vattnet: tre oden (tolkade av Anders Frostenson, Proprius, 1982)
- Korsets väg (Le chemin de la croix) (översättning Gunnel Vallquist och Olov Hartman, Proprius, 1983)
- Det stängda huset (La masion fermée) (översättning Mikaela och Ingemar Leckius, Signum, 2010)
- Budskapet till Maria (L'Annonce faite à Marie) (översättning Maria Björkman för Dramaten 2018)[16]